# Magdalena Agnieszka Sapieżyna
Magdalena Agnieszka z Lubomirskich Sapieżyna (ur. 1739 w Janowcu, zm. 1780), córka Antoniego Benedykta Lubomirskiego i Anny Zofii Ożarowskiej – córki Jerzego. Siostra Jerzego Marcina Lubomirskiego.

## Życiorys
Była właścicielką m.in. Dóbr Mnisze. 26 czerwca 1755 poślubiła Józefa Lubomirskiego, podstolego litewskiego (zmarł wkrótce); małżeństwo było bezpotomne.
W roku 1756 ponownie wyszła za mąż za Aleksandra Michała Sapiehę. Z tego małżeństwa urodziło się dwóch synów i cztery córki. Imiona dzieci to: Kazimierz, Anna Teofila, Karolina, Franciszek, Marianna Katarzyna i Emilia.
Kochanka  króla polskiego Stanisława Augusta Poniatowskiego; naturalny syn – Michał Cichocki, córka Konstancja Żwanowa.